# Santo Antônio do Sudoeste
Santo Antônio do Sudoeste é um município brasileiro do estado do Paraná. Faz fronteira com o município argentino de San Antonio, localizado na província de Misiones e o rio Santo Antônio divide os dois municípios, que estão interligadas por uma ponte e respectivas aduanas. Esta foi a última divisa estabelecida entre a Argentina e o Brasil. Sua população, conforme estimativas do IBGE de 2020, era de 20 261 habitantes,

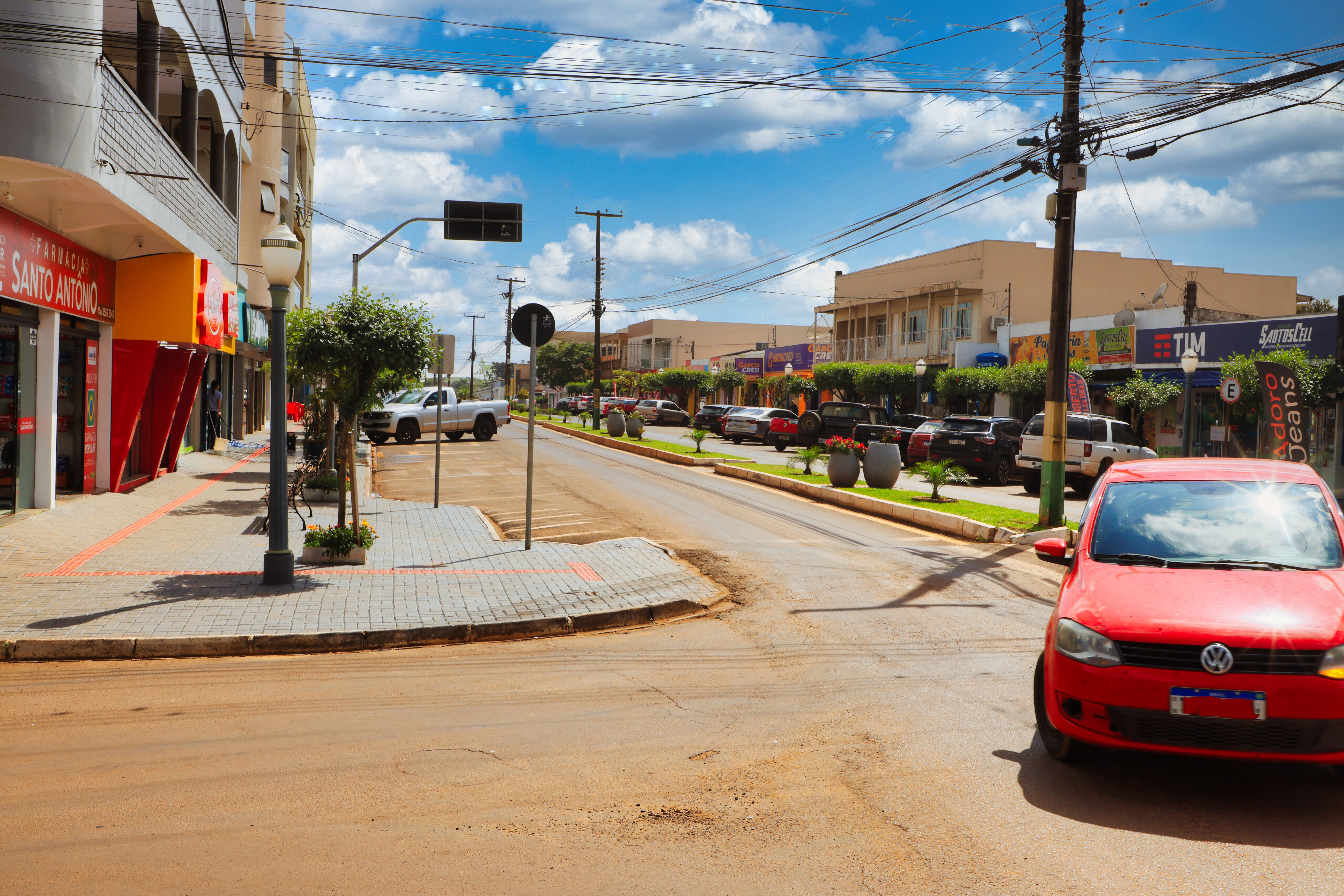
Avenida Brasil.

## História
Os primeiros moradores a se instalarem na região onde hoje se localiza o município de Santo Antônio do Sudoeste, foram dom Lucas Ferrera e João Romero, oriundos da vizinha República do Paraguai, ali chegados em 1902. Encontraram naquela região grande quantidade de erva-mate nativa e, como a venda desse produto fosse vantajosa, iniciaram a sua extração e exportação para a Argentina.
Nos primeiros anos, aqueles exploradores enfrentaram muitas dificuldades, pois toda a região era um sertão que parecia não ter fim, habitada por grandes hordas indígenas e ligada a outros centros apenas através de picadas abertas em plena floresta. O surgimento efetivo do povoado, que recebeu a denominação de Santo Antônio, deu-se somente em 1912, com a chegada de um grupo de colonos tendo à frente Afonso Arrachea. O comércio de erva-mate continuou sendo a principal atividade dos habitantes da povoação, pois não havia estradas ou outras vias de comunicação que possibilitassem outros empreendimentos.
Dom Lucas Ferrera foi substituído na extração e comércio de erva-mate, por uma empresa argentina com o nome de Pastoriza, a qual se dedicou a esse lucrativo ramo de atividade até que por volta de 1920. Após a elevação do povoado à condição de Distrito Administrativo e Judiciário do município de Clevelândia, iniciou-se a abertura de estradas, as quais deram à localidade notável impulso, atraindo grandes levas de agricultores procedentes de outras regiões do Paraná e dos Estados de Santa Catarina e do Rio Grande do Sul, que ali se estabeleceram, dedicando-se à agricultura e, especialmente, à criação de suínos. Em 14 de novembro de 1951 foi criado o município de Santo Antônio, pela Lei Estadual n.º 790, desmembrada do município de Pato Branco. Em 14 de dezembro de 1952 foi empossado Percy Schreiner como primeiro prefeito eleito.
Em 10 de maio de 1966, o município foi denominação de Santo Antônio do Sudoeste. Dom Lucas Ferrera, ao colocar o nome de Santo Antônio no povoado, prestou homenagem ao santo padroeiro da localidade. O topônimo foi acrescido de “Sudoeste” devido à sua localização. 

## Distritos
O município é composto por três distritos: Santo Antônio do Sudoeste (sede), Marcianópolis e São Pedro do Florido.

## Turismo
O município possui um dos pontos mais altos do Sudoeste do Paraná, conhecido como Cerro Negro, com 824 metros de altitude, o qual atraí visitantes de toda a região em busca de aventura junto à natureza e ver o pôr-do-sol panorâmico.